# Paralytic Stalks
Paralytic Stalks è l'undicesimo album discografico in studio del gruppo musicale statunitense Of Montreal, pubblicato nel 2012.

## Tracce
Testi e musiche di Kevin Barnes.
1. Gelid Ascent – 4:17
2. Spiteful Intervention – 3:40
3. Dour Percentage – 4:39
4. We Will Commit Wolf Murder – 5:41
5. Malefic Dowery – 2:36
6. Ye, Renew the Plaintiff – 8:45
7. Wintered Debts – 7:33
8. Exorcismic Breeding Knife – 7:41
9. Authentic Pyrrhic Remission – 13:13